# Horsemen
Horsemen is een Amerikaanse thriller uit 2009 onder regie van Jonas Åkerlund. De filmtitel verwijst naar de vier ruiters van de Apocalyps uit het Bijbelboek Openbaring, een verhaal dat een essentiële rol speelt in de plot.

## Verhaal
Een houthakker en zijn hond treffen 's morgens vroeg een tafeltje met een opdienschaal aan midden op een bevroren vijver. Als hij het deksel optilt, ligt er een volledig gebit aan pas getrokken tanden van een volwassen man onder. Op vier bomen om de vijver heen, staat in rood de tekst Come and see ('kom kijken') geschilderd. Nadat de man de politie hierover heeft ingelicht, komt inspecteur Aidan J. Breslin (Dennis Quaid) het aangetroffene bekijken. Hij is de aangewezen man vanwege zijn specialisme in tandheelkunde. Hij is verslaafd zijn werk, maar niettemin ook weduwnaar sinds zijn vrouw Karen stierf aan kanker. Hierdoor zijn Breslins zoons bijna altijd alleen thuis en voedt puber Alex (Lou Taylor Pucci) bijna in zijn eentje zijn broertje Sean (Liam James) op. Met name Alex baalt ervan dat zijn vader er nooit is. Breslin neemt zich steeds voor om van alles met hem te gaan doen, maar er komt net zo vaak iets tussen. Voor hij goed heeft na kunnen denken over de gevonden tanden, worden hij en partner Stingray (Clifton Collins jr.) al opgeroepen om te komen kijken naar het gevonden lichaam van de vermoorde Mary Anne Spitz (Onalee Ames).
Spitz blijkt eerst te zijn verdoofd en vervolgens met vishaken over haar hele lichaam te zijn opgehangen in een professionele suspension-stellage. Hierin was ze hulpeloos toen ze gemarteld en uiteindelijk met een lang puntig voorwerp in haar long gestoken werd. Ze verdronk hierdoor in haar eigen bloed. Ook werd er een foetus uit haar buik gesneden. Zo werd ze gevonden door de oudste van haar drie dochters, de geadopteerde Kristin (Ziyi Zhang). Breslin vindt op de plaats delict sporen die erop wijzen dat er vier personen in de kamer waren toen Spitz gedood werd en dat de moord is opgenomen met een videocamera die op een statief stond. Op de muur staat ook hier Come and see geschilderd. Dat is voor een derde keer het geval wanneer Breslin vervolgens moet gaan kijken naar het lijk van de net gevonden Steven Silva, de eigenaar van de eerder gevonden tanden. Ook Silva is aan vishaken opgehangen en opnieuw zijn er sporen van een statief en vier paar voetafdrukken, één dader en drie toeschouwers. Wanneer Breslin en de politie-agenten gestommel in de kast horen, halen ze daar de vastgebonden en getraumatiseerde Whitney Jacobs (Kinga Schirott) uit.
Breslin achterhaalt dat tatoeëerder Banksy (Stephen Eric McIntyre) de suspension-stellages maakte. Hij vertelt de inspecteur dat hij er onlangs vier maakte voor een anonieme besteller, wat er op lijkt te duiden dat er nog twee slachtoffers zullen volgen. Door de manier waarop de kamers ingericht waren en de terugkerende boodschap Come and see, realiseert Breslin zich opeens dat er verwezen wordt naar het Bijbelboek Openbaring en specifiek de verzen over de vier ruiters van de Apocalyps. De vier daders personifiëren zich ieder met een van de ruiters en wanneer hun taak volbracht is, zal hun boodschap zich volledig openbaren. Pastoor Whiteleather (Paul Dooley) duidt het verhaal voor Breslin zo dat als zijn theorie klopt, de daders nog veel ergere dingen van plan zijn. Patholoog-anatoom Tuck (Barry Shabaka Henley) vreest daarbij dat ze met minimaal één genie van doen hebben. Volgens hem zijn de fatale verwondingen zo vakkundig en zo identiek bij de slachtoffers aangebracht, dat alleen een brein gelijk aan dat van een idiot savant met een medische gave dit kan hebben gedaan. Garrisson Jacons is net als derde dode gevonden. Hij hing niet in een suspension-stellage, maar verder heeft ook hij exact dezelfde fatale verwondingen.
Kristin belt Breslin op om een afspraak met hem te maken. Ze laat zich eerst door hem troosten voor de dood van haar moeder, maar haalt dan in een plastic zakje de foetus tevoorschijn die uit haar werd gesneden. Kristin is een van vier zelfbenoemde ruiters. Opnames van de marteling van haar moeder liggen bij haar thuis in de kast. Ze zegt het gedaan te hebben uit haat voor haar vader David (Peter Stormare), die haar misbruikte. Het leek haar een hardere wraak om de vrouw waarvan hij hield te doden en dat hij daarmee moest leven, dan om hemzelf te doden. De inspecteurs vinden ook foto's van hem en Kristin samen naakt in bed bij haar thuis. Volgens David is er van misbruik geen sprake en is zijn dochter een monster dat alles manipuleert. Kristin gaf zich vrijwillig aan, maar wil in de gevangenis alleen met Breslin praten. Ook tegen hem wil ze niet meer kwijt dan cryptische aanwijzingen over de andere drie en hun pas gedeeltelijk onthulde gezamenlijke boodschap. Kristin vertelt dat er inderdaad vier ruiters zijn met ieder één slachtoffer, meer is niet nodig voor hun doeleinde.
Hoewel Kristin dacht dat Breslin de andere drie ruiters nooit zou vinden, wordt één ervan hem in de schoot geworpen. Corey Kurth (Patrick Fugit) heeft net zijn ouders en oudere broer Taylor (Eric Balfour) verteld dat hij homoseksueel is. Taylor en zijn ouders walgen hierdoor van hem. Wanneer de broers samen een eetcafé verlaten, steekt Corey een overvaller met een lang puntig voorwerp zodanig in de borst, dat hij alle organen mist. De wond komt exact overeen met verwondingen van zowel Spitz als Silva. De gewonde overvaller geeft de politie een zo duidelijk signalement van Corey dat een buurtbewoonster hem op de gemaakte schets herkent. Wanneer Breslin hem en Taylor vindt, hangt die laatste nog levend aan vishaken tegenover de dode Corey. Die heeft zichzelf met een slijptol zover in de borst gezaagd dat hij bijna zijn eigen hart eruit kon halen voor hij stierf. Zijn broer moest toekijken. Kristin bevestigt dat Corey ruiter twee was. Ze onthult ook dat Garrisson Jacobs de derde van de vier was, om Breslin ermee te tarten dat de politie niet een van de drie gevonden daders zelf opspoorde. Volgens haar is de nog ontbrekende dader de witte ruiter, de leider.
Terwijl hij alles overdenkt, realiseert Breslin zich waarom de hele zaak begon met de getrokken tanden. Dit was expres om juist hem bij de zaak te betrekken, als odontologie-specialist. Vrezend voor de veiligheid van zijn zoons, gaat hij op weg naar Sean en stuurt hij Stingray naar Alex thuis. Wanneer hij Stingray aan de telefoon heeft, hoort hij alleen dat die aangevallen wordt. Daarom draait Breslin zijn auto om en rijdt hij naar huis. Binnen komt hij voor het eerst in maanden op de kamer van Alex'. Die blijkt inclusief alles erin totaal wit geschilderd. Dan krijgt Breslin vanuit het niets een injectienaald met een verdoving in zijn nek gestoken. Wanneer hij wakker wordt, zit hij vastgeketend aan een aantal metalen stoelen. Voor hem hangt Alex opgehangen aan vishaken, maar levend. Vanuit de hoek is er een camera op de twee gericht. Hij moet wel luisteren wanneer Alex hem vertelt dat hij de witte ruiter is. Dat had Breslin kunnen weten - en daarmee alle moorden voorkomen - als hij de laatste maanden ook maar één keer genoeg aandacht voor Alex had opgebracht om hem op zijn kamer op te zoeken. Alex wilde met de op video vastgelegde daden van hem en zijn kompanen grootschaals onthullen dat hedendaagse ouders veel te weinig moeite doen om hun eigen kinderen te begrijpen.

## Rolverdeling
| - Dennis Quaid - Inspecteur Aidan J. Breslin - Ziyi Zhang - Kristin Spitz - Lou Taylor Pucci - Alex Breslin - Liam James - Sean Breslin - Clifton Collins jr. - Stingray - Barry Shabaka Henley - Tuck - Patrick Fugit - Corey Kurth - Eric Balfour - Taylor Kurth - Paul Dooley - Pastoor Whiteleather - Chelcie Ross - Commissaris Krupa - Manfred Maretzki - Bob - Arne MacPherson - Navratil | - David Dastmalchian - Terrence - Peter Stormare - David Spitz - Natasha Kuzyk - Angie Spitz - Onalee Ames - Mary Anne Spitz - Stephen Eric McIntyre - Banksy - Carly Marentette - Teresa Spitz - Omar Khan - Agent Booker - Kevin Power - Gregor - Brenda Gorlick - Lee Shoemaker - Deborah Odell - Mevr. Bradshaw - Shailee Ferguson - Babysitter Rose - Kinga Schirott - Whitney Jacobs |